# Jameer Nelson
Jameer Nelson (Chester, Pensilvânia, 9 de fevereiro de 1982) é um ex-jogador de basquetebol norte-americano que atualmente está aposentado.

## Títulos

### Individuais
2004 - Prêmio "Frances Pomeroy Naismith Award"

2004 - Prêmio "Naismith College Player of the Year"